# Ulrike Deppe
Ulrike Deppe (Lippstadt, 9 de diciembre de 1953) es una deportista alemana que compitió para la RFA en piragüismo en la modalidad de eslalon. Ganó siete medallas en el Campeonato Mundial de Piragüismo en Eslalon entre los años 1969 y 1981.
Participó en dos Juegos Olímpicos de Múnich 1972, ocupando el séptimo lugar en la prueba de K1.

## Palmarés internacional
| Campeonato Mundial | Campeonato Mundial            | Campeonato Mundial | Campeonato Mundial |
| Año                | Lugar                         | Medalla            | Competición        |
| ------------------ | ----------------------------- | ------------------ | ------------------ |
| 1969               | Bourg-Saint-Maurice (Francia) | Medalla de oro     | K1 por equipos     |
| 1969               | Bourg-Saint-Maurice (Francia) | Medalla de plata   | K1 individual      |
| 1971               | Merano (Italia)               | Medalla de plata   | K1 por equipos     |
| 1975               | Skopie (Yugoslavia)           | Medalla de plata   | K1 individual      |
| 1979               | Jonquière (Canadá)            | Medalla de plata   | K1 por equipos     |
| 1981               | Bala (Reino Unido)            | Medalla de oro     | K1 individual      |
| 1981               | Bala (Reino Unido)            | Medalla de oro     | K1 por equipos     |